# Élection présidentielle pakistanaise de 2024
L'élection présidentielle pakistanaise de 2024 a lieu le 9 mars 2024 afin d'élire au scrutin indirect le président de la république islamique du Pakistan.
Le président de la République, élu par un collège électoral, possède un rôle essentiellement honorifique, le pouvoir exécutif étant détenu par le Premier ministre.
Le président sortant Arif Alvi n'est pas candidat à sa réélection. Auparavant président de 2008 à 2013, Asif Ali Zardari est élu pour un second mandat.

## Contexte

### Election d'Arif Alvi en 2018

Arif Alvi

L'élection présidentielle pakistanaise de 2018 s'inscrit dans une année de transition, suivant les élections législatives du 25 juillet 2018 qui ont vu Imran Khan devenir Premier ministre le 18 août après la victoire de son parti, le Mouvement du Pakistan pour la justice (PTI). 
Ce dernier nomme Arif Alvi comme candidat tandis que l'opposition se divise et ne parvient pas à nommer un candidat unique. Alvi remporte largement le scrutin avec 353 voix sur 706, contre 185 pour le candidat du Muttahida Majlis-e-Amal (MMA), Fazal-ur-Rehman, et 124 pour celui du Parti du peuple pakistanais (PPP), Aitzaz Ahsan.

### Emprisonnement d'Imran Khan
Imran Khan est renversé par une motion de censure votée dans la nuit du 8 au 9 avril 2022, peu après minuit. Imran Khan est cependant toujours populaire auprès de larges pans de la population et organise des manifestations contre ce qu'il présente comme un « complot étranger ». La police pakistanaise procède à l'arrestation dans la nuit du 23 au 24 mai de centaines de cadres de son parti, avant une manifestation massive visant à contraindre le nouveau gouvernement à convoquer des élections anticipées, ce que refuse le pouvoir. Son parti remporte en juillet une large victoire lors des élections provinciales partielles au Pendjab, la province la plus peuplée du pays.

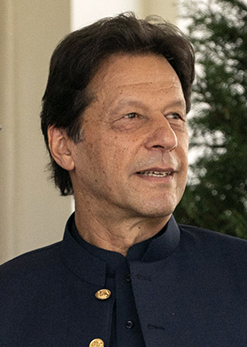
Imran Khan

Le 3 novembre 2022, il est victime d'une tentative d'assassinat à Wazirabad au cours de laquelle il est blessé par balle à la jambe. Il accuse Shehbaz Sharif d'en être responsable
Le 9 mai suivant, il est arrêté au tribunal alors qu'il comparaissait pour une affaire de corruption. L'arrestation provoque immédiatement des manifestations de soutien. Les manifestants ont ciblé en particulier des bâtiments militaires, saccageant la résidence du chef de l’armée à Lahore et tentant de prendre le QG de l’armée à Rawalpindi, Des routes ont aussi été bloquées. Les autorités réagissent avec violence : huit personnes ont été tuées selon premier bilan provisoire et plus de 2 000 arrêtées. Les écoles sont fermées, l’accès à Internet restreint ou coupé pour empêcher les manifestants de s’organiser, et les rassemblements publics interdits. Les principaux dirigeants du Pakistan Tehrik-e-Insaf (Mouvement du Pakistan pour la justice, PTI), le parti d’Imran Khan, sont arrêtés, dont d'anciens ministres.
Son arrestation est déclarée illégale par la Cour suprême le 12 mai. Le gouvernement, qui conteste la décision de la haute juridiction, s’est dit déterminé à trouver d’autres moyens pour arrêter son adversaire.
Condamné le 5 août à trois ans de prison pour l'affaire des cadeaux diplomatiques, il est emprisonné le jour même. Cette condamnation l'empêche de participer aux prochaines élections.

### Report des élections
Le 5 août, Sharif annonce finalement la dissolution de l'Assemblée pour le 9, mais décide également que le scrutin aura lieu sur la base du nouveau recensement. Cette décision, qui nécessite de revoir les délimitations des circonscriptions électorales en vue de conserver entre elles un équilibre démographique, reporte à nouveau le scrutin,. Le 2 novembre, la commission électorale propose le 2 novembre la date du 11 février 2024, en réponse de quoi la Cour suprême ordonne à celle-ci de se réunir avec le président de la République. À l'issue de l'entretien, la date est fixée au 8 février. La Cour suprême annonce considérer la date comme définitive, et ne pas tolérer un nouveau report.

### Répression du PTI
Après la condamnation d'Imran Khan, la commission électorale exige du PTI la tenue d'élections primaires internes pour le remplacer à la tête du parti. A défaut, le PTI risque alors de perdre son symbole électoral, la batte de cricket. Or, la possession d'un symbole électoral fait partie des conditions obligatoires pour participer aux législatives. Gohar Ali Khan est élu chef du parti le 3 décembre.
La commission électorale invalide cependant la primaire, empêchant ainsi le parti de participer au scrutin. Le 13 janvier 2024, la Cour suprême confirme la décision de la commission électorale. Le PTI est ainsi de facto interdit de concourir, tous ses candidats se voyant contraints de soumettre leur candidature en tant qu'indépendants,. La décision de la cour est décrite par plusieurs experts en droit comme un « coup porté aux droits fondamentaux » et une « une défaite pour les normes démocratiques ».
Le 30 janvier 2024, moins de dix jours avant le scrutin, il est condamné pour divulgation de secrets d'État à dix ans de prison ferme et à cinq ans d'inéligibilité en compagnie de l'ancien ministre des Affaires étrangères et vice-président du PTI Shah Mehmood Qureshi. Le lendemain, il est condamné à 14 ans de prison ferme et à cinq ans d'inéligibilité dans une autre affaire de corruption en compagnie de son épouse. Le 3 février, lui et sa femme sont condamnés pour sept ans de prison ferme pour s'être mariés sans avoir attendu un délai de trois mois après le divorce de celle-ci.
La campagne électorale est marquée par la répression du PTI par le gouvernement, qui empêche les rassemblements de ses partisans et emprisonne de manière arbitraire plusieurs de ses candidats, forcés de faire campagne en tant qu'indépendants,,. Le 25 janvier, la police attaque un meeting du PTI à Karachi et procède à de nouvelles arrestations.

### Résultats des législatives
Contrairement aux années précédentes, les résultats du scrutin ne sont pas connus le jour même, la commission électorale évoquant une panne technique d'internet. Alors que les médias diffusent leurs résultats qui donnent les indépendants du PTI en tête du scrutin malgré la répression du parti, à la surprise générale, la lenteur du dépouillement fait soupçonner une fraude électorale visant à réduire l'ampleur de la victoire du PTI, qui arrive cependant en tête. Ces soupçons de fraude conduisent les partisans du PTI à bloquer des routes lors d'affrontements avec les forces de l'ordre qui font plusieurs morts. Tandis que les autres partis tentent de rallier les indépendants
Le PTI n'ayant pas obtenu de sièges réservés puisque sa vitrine électorale, le Sunni Ittehad Council (SIC), n'a pas participé au scrutin, ceux-ci sont accordés aux autres partis. Cette décision pousse Achakzai à demander le report du scrutin, le PTI ayant déposé un recours pour récupérer les sièges.

## Système électoral

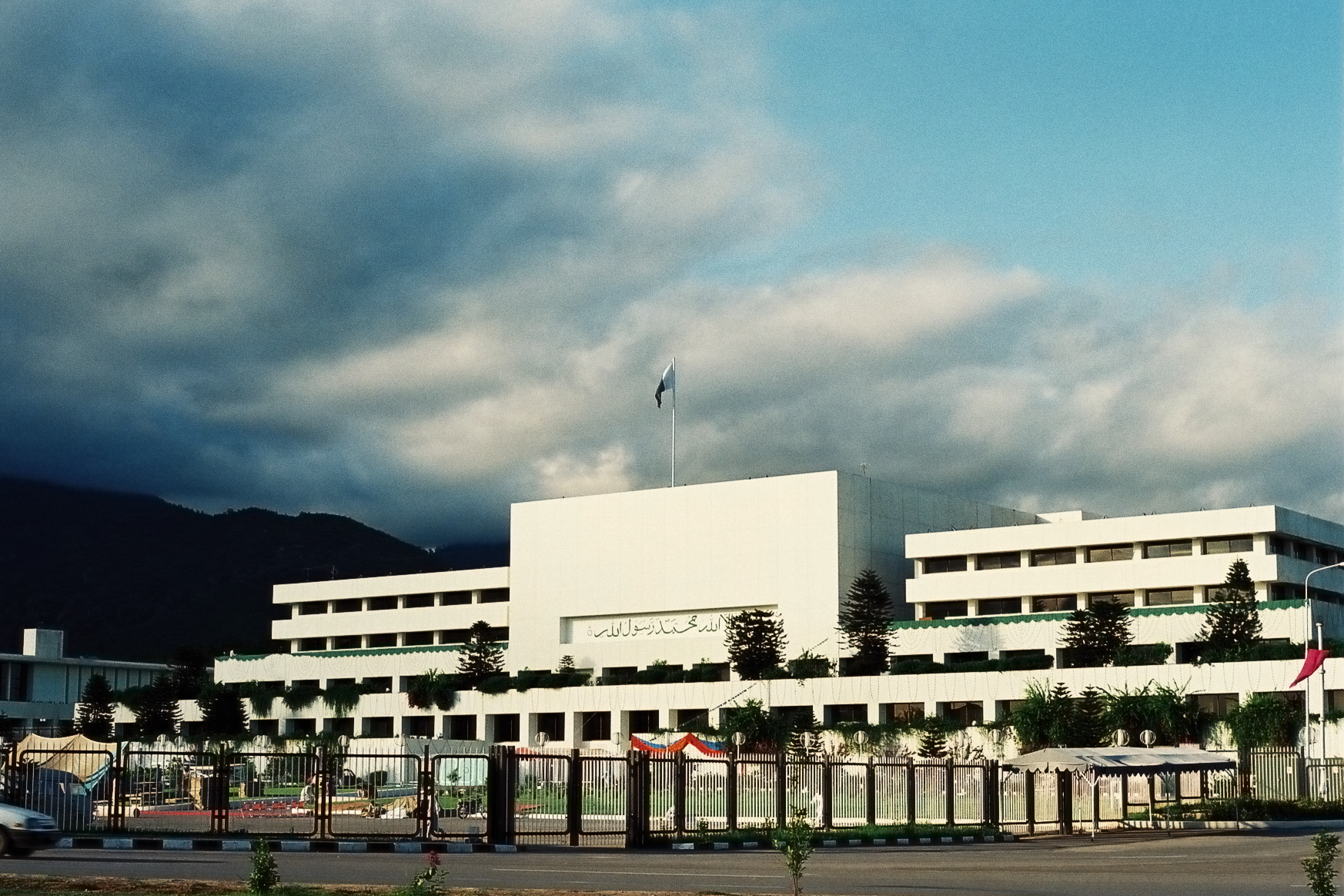
Le Parlement du Pakistan à Islamabad, en 2004.

Le président de la république islamique du Pakistan est élu au scrutin indirect secret uninominal majoritaire à un tour par un collège électoral composé des membres des deux chambres du parlement fédéral — l'Assemblée nationale et le Sénat — et de ceux des 4 assemblées provinciales. La durée de son mandat est de cinq ans, renouvelable une seule fois de manière consécutive. En tant que chef de l’État, son rôle est essentiellement représentatif, l'essentiel du pouvoir exécutif étant détenu par le Premier ministre,.
Le collège électoral pakistanais est composé de 1 185 grands électeurs, mais l'élection fonctionne via un système de vote pondéré au sein duquel tous les votes n'ont pas le même « poids » en voix. Si les 336 membres de l'Assemblée nationale et les 100 membres du Sénat disposent chacun d'un vote équivalant à une voix, ce n'est en effet pas le cas des membres des assemblées provinciales du Pendjab, du Khyber Pakhtunkhwa, du Sind et du Baloutchistan. Ces dernières sont en effet composées respectivement de 371, 145, 168 et 65 membres, en raison de leurs différences démographiques. Or, la constitution de 1973 impose que chacune des provinces dispose d'une part égale au sein du collège électoral. L'assemblée du Baloutchistan étant la plus petite des quatre, les votes des membres des trois autres se voient attribués un poids en voix plus faible, de manière que leur total soit pour toutes les quatre identique,.
| Assemblée           | Membres | Poids en voix de chaque vote | Total en voix |
| ------------------- | ------- | ---------------------------- | ------------- |
| Assemblée nationale | 336     | 1                            | 336           |
| Sénat               | 100     | 1                            | 100           |
| Baloutchistan       | 65      | 1                            | 65            |
| Khyber Pakhtunkhwa  | 145     | 0,448                        | 65            |
| Sind                | 168     | 0,387                        | 65            |
| Pendjab             | 371     | 0,175                        | 65            |
|                     |         |                              |               |
| Total               | 1 185   | –                            | 696           |

L'élection présidentielle intervient au plus tôt trente jours avant et au plus tard trente jours après l'expiration du mandat du président sortant. Elle peut cependant être reportée à une date ultérieure si l'Assemblée nationale est dissoute, auquel cas l'élection intervient dans les trente jours suivant les élections législatives. Le président sortant est dans tous les cas autorisé à rester en fonction après la fin de son mandat, jusqu'à la prestation de serment de son successeur. En cas de vacance de la présidence pour cause naturelle ou par destitution, le président du Sénat assure l'intérim, une élection présidentielle devant être organisée sous trente jours.
Les candidats à la présidence doivent obligatoirement être musulmans, être âgés d'au moins quarante cinq ans et répondre aux critères d'éligibilité fixés par la loi électorale pour un candidat à l'assemblée nationale. S'il ne peut posséder de fonction ou de mandat public, il peut toutefois se porter candidat et y renoncer avant sa prestation de serment. En 2024, les candidats ont jusqu'au 2 mars pour soumettre leur candidature.

## Résultats
|                          | Asif Ali Zardari         | PPP                      | 255 | 246 | 151 | 47 | 17  | 716  | 69,18 | 411 | 69,43 |  |  |  |
|                          | Mehmood Khan Achakzai    | PKMAP                    | 119 | 100 | 9   | 0  | 91  | 319  | 30,82 | 181 | 30,57 |  |  |  |
|                          |                          |                          |     |     |     |    |     |      |       |     |       |  |  |  |
| Votes valides            | Votes valides            | Votes valides            | 374 | 346 | 160 | 47 | 108 | 1035 | 99,14 | 592 | 100   |  |  |  |
| Votes blancs et nuls     | Votes blancs et nuls     | Votes blancs et nuls     | 1   | 6   | 1   | 0  | 1   | 9    | 0,86  |     |       |  |  |  |
| Total                    | Total                    | Total                    | 375 | 352 | 161 | 47 | 109 | 1044 | 100   |     |       |  |  |  |
| Abstention               | Abstention               | Abstention               | 61  | 19  | 7   | 18 | 36  | 141  | 14,94 |     |       |  |  |  |
| Inscrits / participation | Inscrits / participation | Inscrits / participation | 436 | 371 | 168 | 65 | 145 | 1185 | 85,06 |     |       |  |  |  |

## Conséquences

Résultats par province

Bénéficiant d'un large soutien, Asif Ali Zardari est élu sans surprise avec une avance considérable sur son unique concurrent. Ayant déjà été élu à la présidence de 2008 à 2013, il entame ainsi son second mandat,.